# Petersberger Wende

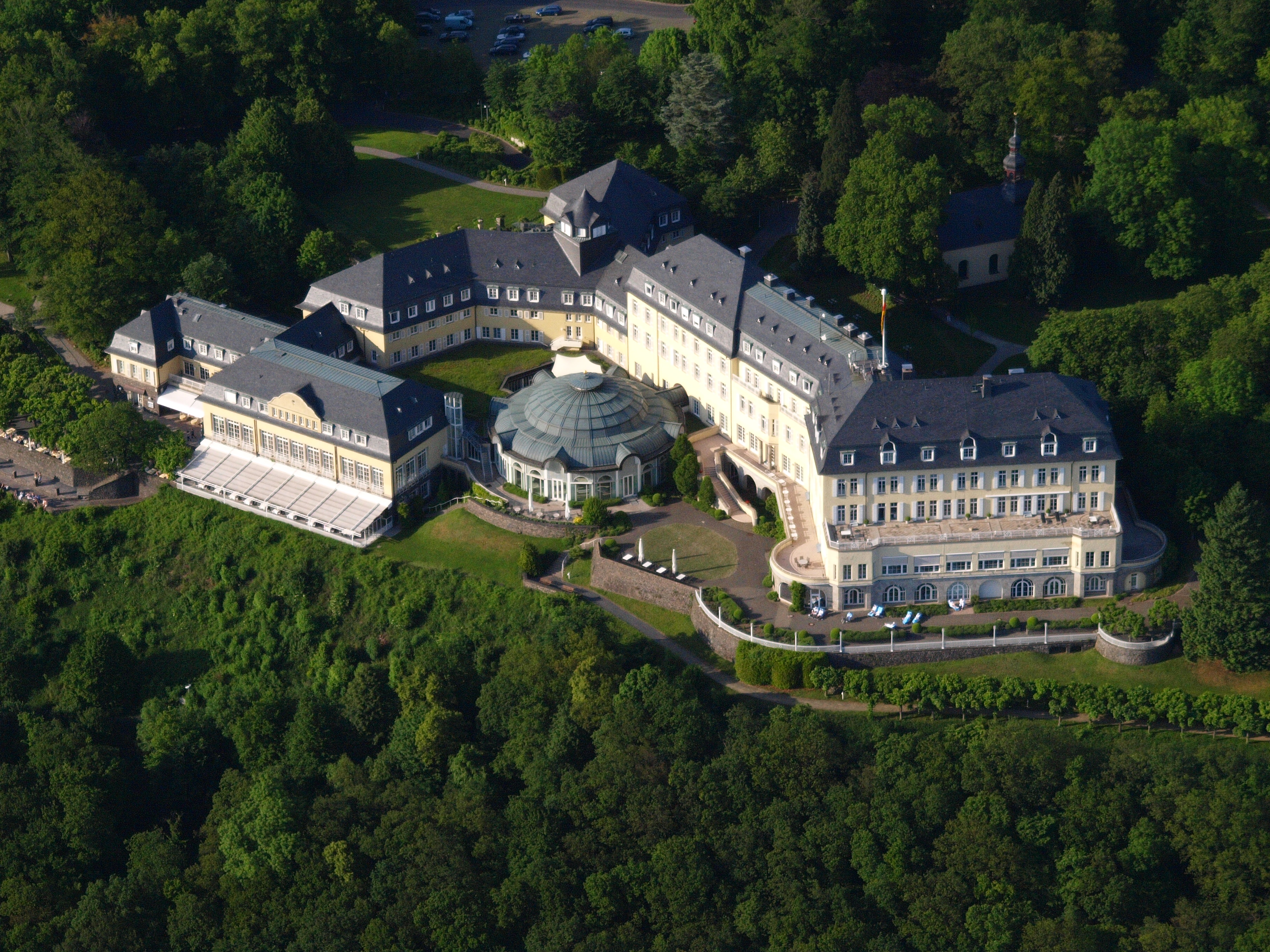
Der Petersberg bei Bonn

Die Petersberger Wende (auch Petersberger Beschlüsse) bezeichnet die Neupositionierung der Sozialdemokratischen Partei Deutschlands in der Asyl- und Außenpolitik im August 1992. Sie führte zum Asylkompromiss zwischen den Unionsparteien und der SPD und zur Zustimmung der SPD zu Auslandseinsätzen der Bundeswehr im Rahmen von UN-Friedensmissionen. Initiiert wurde die Petersberger Wende vom damaligen Parteichef Björn Engholm und vom späteren Parteivorsitzenden Oskar Lafontaine. Benannt ist die „Wende“ nach dem Tagungsort der SPD-Spitzen auf dem Petersberg bei Bonn.